# Kolędy Olgi Bończyk
Kolędy Olgi Bończyk – pierwszy album Olgi Bończyk, nagrany w październiku 2001 i wydany 15 grudnia 2003 roku. Album zawiera nagrania kolęd w wykonaniu aktorki. Autorem aranżacji i producentem płyty jest Hadrian Filip Tabęcki. Kolędy z tej płyty były wielokrotnie wykorzystywane do bożonarodzeniowych programów telewizyjnych z udziałem Olgi Bończyk.

## Utwory
1. „Cicho wszędzie”
2. „Przybieżeli do Betlejem”
3. „Lulajże, Jezuniu”
4. „Cicha noc”
5. „Nie było miejsca”
6. „Bóg się rodzi”
7. „Gdy się Chrystus rodzi”
8. „Mizerna cicha”
9. „Jezus malusieńki”
10. „Hola, hola”
11. „Cicho wszędzie”